# كيسي شو
كيسي شو (بالإنجليزية: Casey Shaw)‏ مواليد 20 يوليو 1975 في لبنان، هو لاعب كرة سلة أمريكي سابق. بدأ مسيرته الاحترافية في سنة 1998. تم اختياره من قبل فريق فيلادلفيا سفنتي سيكسرز خلال الدرافت. حمل الرقم 30. يبلغ طوله 6 قدم 11 بوصة (2.1 م). اعتزل اللعب في 2010.

## المسيرة الاحترافية
لعب مع فيلادلفيا سفنتي سيكسرز في موسم 1998–1999، ثم لعب مع بالاكانسترو كانتو في الدوري الإيطالي في موسم 1999–2000، ثم لعب مع فيرتوس روما في سنة 2001، ثم لعب مع أولمبيا ميلانو في الدوري الإيطالي في موسم 2001–2002، ثم لعب مع فوتسوافك في سنة 2003، ثم لعب مع فينتسبيلس في سنة 2003، ثم لعب مع فيولا ريدجو كالابريا في الدوري الإيطالي في موسم 2004–2005، ثم لعب مع سي بي غران كناريا في الدوري الإسباني في موسم 2005–2006.

## روابط خارجية
- كيسي شو على موقع إن بي أي (الإنجليزية)
- كيسي شو على موقع سبورتس رفرنس (الإنجليزية)
- كيسي شو على موقع الدوري الإسباني لكرة السلة (الإسبانية)
- كيسي شو على موقع كرة السلة الأوروبية.كوم (الإنجليزية)
- كيسي شو على موقع كلية كرة السلة في سبورتس رفرنس.كوم (الإنجليزية)
- كيسي شو على موقع ريلجم (الإنجليزية)
- كيسي شو على موقع بروبوليرز (الإنجليزية)
- كيسي شو على موقع سبورتس رفرنس (الإنجليزية)